# Darko Pancsev
Darko Pancsev, macedónul: Дарко Панчев (Szkopje,  1965. szeptember 7. –) aranycipős jugoszláv válogatott macedón labdarúgó. Négyszeres jugoszláv bajnoki gólkirály.

## Pályafutása

### Klubcsapatokban
1983 és 1988 között az FK Vardar, 1988 és 1992 között a Crvena zvezda labdarúgója volt. Az 1988–89-es idényben sorkatonai szolgálatát teljesítette, így egyetlen egy mérkőzésen sem szerepelt. A jugoszláv élvonalban négyszer volt bajnoki gólkirály (1983–84, 1989–90, 1990–91, 1991–92). A Crvnával három jugoszláv bajnoki címet és egy kupagyőzelmet ért el. Tagja volt az 1990–91-es idényben BEK-győztes csapatnak. 1992 és 1995 között az Internazionale játékosa volt és tagja volt az 1993–94-es idényben UEFA-kupagyőztes együttesnek. 1994-ben kölcsönben a német VfB Leipzig csapatában szerepelt. 1995–96-ban a német Fortuna Düsseldorf, 1996–97-ben a svájci FC Sion labdarúgója volt. A Sionnal egy-egy svájci bajnoki címet és kupagyőzelmet szerzett.
Az 1990–91-es idényben Európa legjobb góllövője lett és európai aranycipőt nyert 34 góllal.

### A válogatottban
1984 és 1991 között 27 alkalommal szerepelt a jugoszláv válogatottban és 17 gólt szerzett. Részt vett az 1990-es olaszországi világbajnokságon, ahol a jugoszláv csapat Argentína ellen esett ki a negyeddöntőben egy 0–0-s mérkőzés utáni tizenegyespárbajban. 1993 és 1995 között hat alkalommal a macedón válogatottban is játszott és egy gólt szerzett. A macedón csapat első csapatkapitánya volt.

## Sikerei, díjai
- UEFA jubileumi aranyjátékosok (2003)

 FK Vardar
- Jugoszláv bajnokság
  - gólkirály: 1983–84 (19 gól)

 Crvena zvezda
- Jugoszláv bajnokság
  - bajnok (3): 1987–88, 1989–90, 1990–91
  - gólkirály (3): 1989–90 (25 gól), 1990–91 (34 gól), 1991–92 (25 gól)
  - Európai aranycipő (1990–91)
- Jugoszláv kupa
  - győztes: 1990
- Bajnokcsapatok Európa-kupája (BEK)
  - győztes: 1990–91

 Internazionale
- UEFA-kupa
  - győztes: 1993–94

 FC Sion
- Svájci bajnokság
  - bajnok: 1996–97
- Svájci kupa
  - győztes: 1997

## Statisztika

### Klubcsapatban
| Csapat        | Idény    | Prva liga | Prva liga | Kupa  | Kupa | Európai kupák | Európai kupák | Összesen | Összesen |
| Csapat        | Idény    | Mérk.     | Gól       | Mérk. | Gól  | Mérk.         | Gól           | Mérk.    | Gól      |
| ------------- | -------- | --------- | --------- | ----- | ---- | ------------- | ------------- | -------- | -------- |
| FK Vardar     | 1982–83  | 4         | 3         | 0     | 0    | 0             | 0             | 4        | 3        |
| FK Vardar     | 1983–84  | 31        | 19        | 0     | 0    | 0             | 0             | 31       | 19       |
| FK Vardar     | 1984–85  | 31        | 20        | 0     | 0    | 0             | 0             | 31       | 20       |
| FK Vardar     | 1985–86  | 26        | 12        | 0     | 0    | 3             | 2             | 29       | 14       |
| FK Vardar     | 1986–87  | 29        | 17        | 0     | 0    | 0             | 0             | 29       | 17       |
| FK Vardar     | 1987–88  | 30        | 13        | 0     | 0    | 2             | 0             | 32       | 23       |
| Crvena zvezda | 1988–89  | 0         | 0         | 0     | 0    | 0             | 0             | 0        | 0        |
| Crvena zvezda | 1989–90  | 32        | 25        | 0     | 0    | 3             | 1             | 35       | 26       |
| Crvena zvezda | 1990–91  | 32        | 34        | 2     | 1    | 9             | 5             | 43       | 40       |
| Crvena zvezda | 1991–92  | 28        | 25        | 0     | 0    | 9             | 6             | 37       | 31       |
| Összesen      | Összesen | 243       | 168       | 2     | 1    | 26            | 14            | 271      | 193      |

### Mérkőzései a jugoszláv válogatottban
| Jugoszlávia | Jugoszlávia          | Jugoszlávia                            | Jugoszlávia             | Jugoszlávia | Jugoszlávia    | Jugoszlávia     | Jugoszlávia | Jugoszlávia |
| #           | Dátum                | Helyszín                               | Hazai                   | Eredmény    | Vendég         | Kiírás          | Gólok       | Esemény     |
| ----------- | -------------------- | -------------------------------------- | ----------------------- | ----------- | -------------- | --------------- | ----------- | ----------- |
| 1.          | 1984. március 31.    | Szabadka, Szpartak Stadion             | Jugoszlávia             | 2 – 1       | Magyarország   | barátságos      | -           | 56'         |
| 2.          | 1984. szeptember 12. | Glasgow, Hampden Park                  | Skócia                  | 6 – 1       | Jugoszlávia    | barátságos      | -           | 46'         |
| 3.          | 1984. szeptember 29. | Belgrád, JNA Stadion                   | Jugoszlávia             | 0 – 0       | Bulgária       | vb-selejtező    | -           | 71'         |
| 4.          | 1985. május 1.       | Luxembourg, Municipal Stadion          | Luxemburg               | 0 – 1       | Jugoszlávia    | vb-selejtező    | -           | 46'         |
| 5.          | 1987. március 25.    | Banja Luka, Gradski Stadion            | Jugoszlávia             | 4 – 0       | Ausztria       | barátságos      | 2           | 39' 80'     |
| 6.          | 1987. április 29.    | Belfast, Windsor Park                  | Észak-Írország          | 1 – 2       | Jugoszlávia    | Eb-selejtező    | -           |             |
| 7.          | 1988. március 23.    | Swansea, Vetch Field                   | Wales                   | 1 – 2       | Jugoszlávia    | barátságos      | -           | 74'         |
| 8.          | 1988. március 31.    | Split, Gradski stadion u Poljudu       | Jugoszlávia             | 1 – 1       | Olaszország    | barátságos      | -           | 81'         |
| 9.          | 1989. augusztus 23.  | Kuopio, Väinölänniemen stadion         | Finnország              | 2 – 2       | Jugoszlávia    | barátságos      | 1           | 12'         |
| 10.         | 1989. szeptember 20. | Újvidék, Vojvodina Stadion             | Jugoszlávia             | 3 – 0       | Görögország    | barátságos      | 1           | 83'         |
| 11.         | 1989. október 28.    | Athén, Olimpiai Stadion (GRE)          | Ciprus                  | 1 – 2       | Jugoszlávia    | vb-selejtező    | 1           | 50'         |
| 12.         | 1990. március 28.    | Łódź, Widzew Stadion                   | Lengyelország           | 0 – 0       | Jugoszlávia    | barátságos      | -           |             |
| 13.         | 1990. május 26.      | Ljubljana, Bežigrad Stadion            | Jugoszlávia             | 0 – 1       | Spanyolország  | barátságos      | -           | 61'         |
| 14.         | 1990. június 3.      | Zágráb, Maksimir Stadion               | Jugoszlávia             | 0 – 2       | Hollandia      | barátságos      | -           | 75'         |
| 15.         | 1990. június 14.     | Bologna, Renato Dall’Ara Stadion (ITA) | Kolumbia                | 0 – 1       | Jugoszlávia    | vb-csoportkör   | -           | 53'         |
| 16.         | 1990. június 14.     | Bologna, Renato Dall’Ara Stadion (ITA) | Egyesült Arab Emírségek | 1 – 4       | Jugoszlávia    | vb-csoportkör   | 2           | 8' 46' 76'  |
| 17.         | 1990. június 26.     | Verona, Bentegodi Stadion (ITA)        | Spanyolország           | 1 – 2       | Jugoszlávia    | vb-nyolcaddöntő | -           |             |
| 18.         | 1990. szeptember 12. | Belfast, Windsor Park                  | Észak-Írország          | 0 – 2       | Jugoszlávia    | Eb-selejtező    | 1           | 36' 85'     |
| 19.         | 1990. október 31.    | Belgrád, Crvena zvezda Stadion         | Jugoszlávia             | 4 – 1       | Ausztria       | Eb-selejtező    | 3           | 32' 52' 85' |
| 20.         | 1990. november 14.   | Koppenhága, Idrætsparken Stadion       | Dánia                   | 0 – 2       | Jugoszlávia    | Eb-selejtező    | -           | 11'         |
| 21.         | 1991. február 27.    | İzmir, İzmir Atatürk Stadion           | Törökország             | 1 – 1       | Jugoszlávia    | barátságos      | -           |             |
| 22.         | 1991. március 27.    | Belgrád, Crvena zvezda Stadion         | Jugoszlávia             | 4 – 1       | Észak-Írország | Eb-selejtező    | 3           | 47' 60' 62' |
| 23.         | 1991. május 1.       | Belgrád, Crvena zvezda Stadion         | Jugoszlávia             | 1 – 2       | Dánia          | Eb-selejtező    | 1           | 50'         |
| 24.         | 1991. május 16.      | Belgrád, Crvena zvezda Stadion         | Jugoszlávia             | 7 – 0       | Feröer         | Eb-selejtező    | 2           | 51' 72'     |
| 25.         | 1991. augusztus 8.   | Aosta, Stadio Mario Puchoz (ITA)       | Csehszlovákia           | 0 – 0       | Jugoszlávia    | barátságos      | -           | 59'         |
| 26.         | 1991. szeptember 4.  | Stockholm, Råsunda Stadion             | Svédország              | 4 – 3       | Jugoszlávia    | barátságos      | -           |             |
| 27.         | 1991. november 13.   | Bécs, Práter-stadion                   | Ausztria                | 0 – 2       | Jugoszlávia    | Eb-selejtező    | -           |             |
|             | Összesen             |                                        |                         | 27          | mérkőzés       |                 | 17          | gól         |

### Mérkőzései a macedón válogatottban
| Észak-Macedónia | Észak-Macedónia     | Észak-Macedónia              | Észak-Macedónia | Észak-Macedónia | Észak-Macedónia | Észak-Macedónia | Észak-Macedónia | Észak-Macedónia |
| #               | Dátum               | Helyszín                     | Hazai           | Eredmény        | Vendég          | Kiírás          | Gólok           | Esemény         |
| --------------- | ------------------- | ---------------------------- | --------------- | --------------- | --------------- | --------------- | --------------- | --------------- |
| 1.              | 1993. október 13.   | Kranj, Stanko Mlakar Stadion | Szlovénia       | 1 – 4           | Macedónia       | barátságos      | 1               | 37' (11-esből)  |
| 2.              | 1994. június 1.     | Szkopje, Városi Stadion      | Macedónia       | 2 – 0           | Észtország      | barátságos      | -               | Csapatkapitány  |
| 3.              | 1994. szeptember 7. | Szkopje, Városi Stadion      | Macedónia       | 1 – 1           | Dánia           | Eb-selejtező    | -               | Csapatkapitány  |
| 4.              | 1995. április 26.   | Koppenhága, Parken Stadion   | Dánia           | 1 – 0           | Macedónia       | Eb-selejtező    | -               | Csapatkapitány  |
| 5.              | 1995. május 10.     | Jereván, Hrazdan Stadion     | Örményország    | 2 – 2           | Macedónia       | Eb-selejtező    | -               | Csapatkapitány  |
| 6.              | 1995. június 7.     | Szkopje, Városi Stadion      | Macedónia       | 0 – 5           | Belgium         | Eb-selejtező    | -               | Csapatkapitány  |
|                 | Összesen            |                              |                 | 6               | mérkőzés        |                 | 1               | gól             |